# Namzi Mustafa
Nazmi Mustafa (1941- ) was een Joegoslavisch politicus van de partij Liga van Communisten van Kosovo (Savez Komunista Kosovo (i Metohija) (SKK)), de toen enige politieke partij van Kosovo.
Van mei 1986 tot 1987 was hij Voorzitter van de Uitvoerende Raad, vergelijkbaar met premier, van de Socialistische Autonome Provincie Kosovo, de naam van Kosovo tussen 1974 en 1990, nadat het meer autonomie was toegekend. Zijn voorganger was Ljubomir Nedjo Borković en zijn opvolger Kaqusha Jashari.